# Kondor Flugzeugwerke
Kondor – niemiecki producent samolotów z pierwszej połowy XX w., budujący głównie maszyny licencyjne.
Przedsiębiorstwo założył Josef Suvelack; zlokalizowane na lotnisku Rotthausen w Gelsenkirchen budowało ono głównie maszyny na licencji innych wytwórni. W 1917 Suvelack zginął w walce powietrznej, a jego firmę kupiło miasto Gelsenkirchen, tworząc Kondor Flugzeugwerke GmbH. Zaangażowano konstruktorów, takich jak Paul G. Ehrhardt (z LVG) i Walter Rethel (w późniejszych latach pracował dla Arado, Fokkera i Messerschmitta), tworząc serię własnych prototypów. Myśliwiec Kondor D 1 nie odniósł sukcesu, przebudowany do wersji D 2 był samolotem poprawnym, ale o niewystarczających osiągach. Nietypowy Kondor D 6 nie miał centralnej części górnego płata, ale także okazał się konstrukcją nieudaną. Najlepszą maszyną był Kondor E3 (D.I), który w konkursie myśliwców w 1918 roku został uznany za zwycięzcę; wyprodukowano krótką serię, której maszyny, po końcu I wojny światowej, trafiły m.in. do Szwajcarii i Holandii.